# Gottfried Wende
Gottfried Georg Wende, także Gotfryd Jerzy Wende (ur. 1793, zm. 1886) – tkacz, fabrykant i przedsiębiorca z Konstantynowa Łódzkiego.

## Życiorys
Gottfried Wende pochodził z Brandenburgii, z której przybył w 1818 do Konstantynowa Łódzkiego i założył w nim pierwszą fabrykę sukienniczą. Był jednym z największych przedsiębiorców w Konstantynowie Łódzkim w XIX w., prowadząc w latach 60. największą fabrykę w mieście, w której działało 480 wrzecion tkackich. Jako pierwszy w mieście wykorzystywał maszynę parową przy produkcji. Na przełomie lat 50. i 60. sprowadził pierwszą z nich o mocy 10 koni mechanicznych. Z kolei w 1869 jako pierwszy w Królestwie uruchomił mechaniczny warsztat do produkcji trykotu. W 1869 był inicjatorem wykorzystania w Królestwie Polskim mechanicznego warsztatu tkackiego do wyrobu trykotu. Wende był istotnym członkiem lokalnej społeczności ewangelickiej – był prezesem i współzałożycielem rady parafialnej, wójtem w okresie powstania listopadowego oraz finansował powstanie lokalnego kościoła ewangelickiego kościoła w latach 1834–1835.

### Życie prywatne
Wende ożenił się z Wilhelminą z domu Cernik, z którą miał dziewięcioro dzieci, w tym m.in.:
- Augustę Karolinę (ur. 1825),
- Ernsta Juliusa (ur. 1826)[6] – dziedzica rodzinnego przedsiębiorstwa i ojca architekta Johannesa Wende[5],
- Henriettę Wilhelminę (ur. 1828)
- Edwarda[5], właśc. Ferdinanda Eduarda (ur. 1830) – warszawskiego księgarza[1], ojca duchownego Edwarda Wende i pradziadka polityka Edwarda Wende[7],
- Charlottę Luisę (ur. 1831)
- Emilię Amalię (ur. 1835)[6] – żonę Beniamina Kruschego, fabrykanta z Pabianic[1].